# Well-Known-Text
A Well-Known-Text, rövidítve WKT a geoinformatikában objektumok vektoros geometriájának leírására szolgáló szöveges jelölőnyelv, melyet az Open Geospatial Consortium (OGC) dolgozott ki 1999-ben. Legutolsó változatát az ISO/IEC 13249-3:2016 szabvány definiálja.
Bináris változata a Well-Known Binary (WKB) formátum, melynek logikai felépítése megegyezik a WKT-val, de a fizikai szinten bináris adatábrázolást alkalmaz, ezáltal tömörebb adatábrázolási módot valósít meg.
| Típus     | Példák                                                                      | Példák                                        |
| --------- | --------------------------------------------------------------------------- | --------------------------------------------- |
| Pont      |                                                                             | POINT (30 10)                                 |
| Vonallánc |                                                                             | LINESTRING (30 10, 10 30, 40 40)              |
| Sokszög   |                                                                             | POLYGON ((30 10, 40 40, 20 40, 10 20, 30 10)) |
| Sokszög   | POLYGON ((35 10, 45 45, 15 40, 10 20, 35 10), (20 30, 35 35, 30 20, 20 30)) |                                               |

| Típus               | Példák | Példák |
| ------------------- | --- | --- |
| Ponthalmaz          | | MULTIPOINT ((10 40), (40 30), (20 20), (30 10))                                                              |
| Ponthalmaz          | MULTIPOINT (10 40, 40 30, 20 20, 30 10)                                                                                  | |
| Vonalláncok halmaza | | MULTILINESTRING ((10 10, 20 20, 10 40), (40 40, 30 30, 40 20, 30 10))                                        |
| Multipoligon        | | MULTIPOLYGON (((30 20, 45 40, 10 40, 30 20)), ((15 5, 40 10, 10 20, 5 10, 15 5)))                            |
| Multipoligon        | MULTIPOLYGON (((40 40, 20 45, 45 30, 40 40)), ((20 35, 10 30, 10 10, 30 5, 45 20, 20 35), (30 20, 20 15, 20 25, 30 20))) | |
| Alakzat gyűjtemény  | | GEOMETRYCOLLECTION (POINT (40 10), LINESTRING (10 10, 20 20, 10 40), POLYGON ((40 40, 20 45, 45 30, 40 40))) |